# Durnes
Durnes település Franciaországban, Doubs megyében. Lakosainak száma 198 fő (2022. január 1.). Durnes Voires, Montgesoye, Saules és Vuillafans községekkel határos.

## Népesség
A település népességének változása:
| Lakosok száma | 98   | 104  | 127  | 154  | 158  | 171  | 177  | 178  | 184  | 198  |
|               | 1968 | 1982 | 1990 | 2006 | 2013 | 2015 | 2017 | 2019 | 2020 | 2022 |